# Gorila vs. Architekt
Gorila vs. Architekt je první sólové album člena skupiny PSH Vladimíra 518 z roku 2008. Na produkci se podíleli DJ Wich, Mike Trafik a DJ Enemy.Deska byla vydána pod labelem Bigg Boss. Kritika přijala album velmi dobře a deska získala v kategorii Žánrové album roku hudební cenu Anděl.

## Seznam skladeb (CD)
1. Intro
2. 518
3. Václavák (feat. Kateřina Winterová)
4. Pražský producenti jsou top
5. H.C.H.B. (feat. Ivan Hoe)
6. Gorila
7. Nenechám si vzít svůj klid (feat. Orion)
8. Kung-Fu Rap (feat. X-Kmen)
9. Děti prázdnoty (feat. Lešek Semelka)
10. Nemůžu se zalíbit všem (feat. Ivan Hoe)
11. Smíchov - Újezd (feat. Hugo Toxxx & Orion)
12. Nespoutáš mne (feat. Ridina Ahmedová)
13. Santa Klaus (feat. Bony a Klid)
14. Vítěz sebere všechno (feat. James Cole & LA4)
15. Chci k ohni blíž
16. Boogie Down Praha